# Maxates dysides
Maxates dysides là một loài bướm đêm trong họ Geometridae.